# Końskowola
Końskowola er en landsby i det sydøstlige Polen beliggende mellem Puławy og Lublin, nær Kurów ved floden Kurówka. Det er hovedbyen i den separate landsdel (gmina) i Puławy Kommune og Lublin Voivodskab. Byen huser 2188 indbyggere (pr. 2004).
Byens navn kan direkte oversættes til Hestens Vilje, men navnet stammer fra Wola – en form for bebyggelse – og dens ejers navn, Jan z Konina. Navnet kan spores tilbage til 1442.
Byen er kendt for to gamle katolske kirker, og den er desuden dødsstedet for de to polske digtere Franciszek Dionizy Kniaźnin og Franciszek Zabłocki.

## Historie
Byen blev grundlagt i det 14. århundrede under navnet Witowska Wola, og den fik først sit nuværende navn i det 19. århundrede. I sine tidlige leveår fungerede landsbyen som et center for fødevarehandel, ligesom adskillige tekstilfabrikker var lokaliseret omkring den. Efter Polens tredje deling i 1795, overgik Końskowola til Østrig. I 1809 blev den del af Storhertugdømmet Warszawa og senere Kongrespolen i 1815. Efter januaropstanden i 1863 mistede Końskowola endegyldigt sin status som storby. Mange demonstrationer og solidaritetsstrejker blev organiseret der under Den Russiske Revolution 1905. Siden 1918 har landsbyen igen været en del af Polen.
Under 2. verdenskrig blev Końskowola besat af de tyske tropper. Arbejdslejre samt en ghetto for jøder blev oprettet. I 1942 blev hovedparten af ghettoens indbyggere likvideret i en nærvedliggende skov. Końskowola blev befriet af den Røde Armé i 1944, før tyskerne havde mulighed for at nedbrænde landsbyen som planlagt.

## Litterære optrædener
Den polske nobelprisvinder Henryk Sienkiewicz nævner byen i sin historiske roman Ogniem i mieczem: "Meget dårlig øl også i denne Końskowola, bemærkede hr. Zagłoba (...)"